# Самуляк Тарас Михайлович
Тарас Михайлович Самуляк (27 листопада 1952) — радянський футболіст, який виступав на позиції півзахисника. Відомий насамперед виступами у складі команди «Буковина» з Чернівців, у складі якої зіграв понад 100 матчів у другій лізі СРСР.

## Клубна кар'єра
Тарас Самуляк розпочав виступи на футбольних полях у складі аматорської команди «Локомотив» з Осиповичів у 1972 році. У 1973 році став гравцем команди першої ліги «Спартак» з Івано-Франківська, проте в перший рік виступів зіграв у складі команди лише один матч — фінал Кубка УРСР, у якому івано-франківська команда поступилася кіровоградській «Зірці». Наступного року Самуляк також зіграв лише один матч у складі «Спартака», цього разу вже в турнірі першої ліги. Наступного року після 4 проведених матчів футболіст перейшов до складу команди другої ліги «Буковина» з Чернівців. У складі чернівецької команди грав до кінця 1978 року, провів у її складі щонайменше 104 матчі у другій лізі. На початку 1979 року повернувся до складу «Спартака», цього разу протягом року зіграв у складі івано-франківської команди 22 матчі в чемпіонаті та 3 матчі в Кубку СРСР. По закінченні сезону 1979 року Тарас Самуляк завершив виступи на футбольних полях.